# Bangka (langue)
Pour les articles homonymes, voir Bangka (homonymie).
Le bangka est une langue d'Indonésie parlée dans l'île de Bangka. C'est une des formes du malais.
Un de ses dialectes, le lom, n'est plus parlé que par une cinquantaine de personnes et est considéré en danger (Wurm 2007).